# 凯瑟琳·邓翰
凯瑟琳·瑪莉·邓翰（英語：Katherine Mary Dunham，1909年6月22日—2006年5月21日），美国黑人舞蹈家、舞蹈编导和人类学者。邓翰改变了黑人舞蹈演员的地位，将他们从单纯的表演者升华为艺术家。
邓翰生于芝加哥。上高中时，她忽然对舞蹈产生了浓厚的兴越。1931年，她创办了一所舞蹈学校，以办学历得支付她在芝加哥大学的学费。在校期间，她先后获得人类学硕士和博士学位。1936年，她前往加勒比海，开始了为期18个月的民族舞蹈的研究。1940年，她组织了首次全部由黑人演员组成的歌舞团，演出《热带和爵士热》，这个节目基本上是以她的学术研究为基础创作的小型歌舞。邓翰把加勒比海群岛的黑人舞蹈动作同芭臂舞巧妙地结合在一起，从而形成了她独树一帜的舞台风格，其艺术成就受到评论家的高度赞扬。1943年，她率领舞蹈团进行了一次成功的巡回演出。1945年，邓翰舞蹈学校在纽约正式成立，后来，该校的许多学员都成为著名的演员。
邓翰给百者汇的舞台演出、歌剧设计过舞蹈动作。她是塞内加尔总统的艺术和技术顾问，还是南伊利诺伊大学的常驻艺术家。其自传《清白者的风格》于1959年出版。1968年，美国《舞蹈杂志》给她颁奖，称其是“日益繁荣和发展的，当代黑人优秀舞蹈团体的先驱”。